# Henri Rolland (homme politique)
 (août 2017).
Pour les articles homonymes, voir Henri Rolland et Rolland.
Henri Edouard Hypolite Rolland né le 5 janvier 1871 à Hensies et décédé le 8 décembre 1926 à  Mons, est un avocat et homme politique socialiste wallon du Parti ouvrier belge (POB).

## Biographie
Né au sein d’une famille de cultivateurs  de la commune d’Hensies, son père y fut bourgmestre, après des études secondaires à l’athénée royal de Mons, Henri Rolland entreprend des études en droit à l’université libre de Bruxelles (ULB). 
Devenu Docteur en droit, il s’installe comme avocat à Mons et contribue régulièrement à « l’Avenir du Borinage », journal officiel de la fédération boraine du POB.
En juillet 1912 les socialistes et les libéraux qui dirigent la province de Hainaut l’élisent comme sénateur provincial.
Conseiller communal socialiste de Mons, il est élu échevin en avril 1914 devenant ainsi le premier socialiste à siéger au sein d’un collège dominé par les libéraux. 
Resté en Belgique durant la Grande guerre, il se dépensera sans compter avec le collège communal montois notamment pour assurer l’approvisionnement de la population et l’accueil des réfugiés français de la région de Douai en 1918. C’est à ce titre que dans la nuit du 10 au 11 novembre 1918, avec ses collègues il accueillera officiellement les troupes canadiennes qui libèrent Mons quelques heures avant l’armistice.
Henri Rolland démissionne du Sénat le 7 mai 1919 en raison de sa nomination comme vice-président du Tribunal des dommages de guerre de Mons, il est remplacé comme sénateur provincial par Alfred Danhier.
Henri Rolland était membre de la loge maçonnique "La Parfaite Union" de Mons.

### Militant wallon
Évoquée dès la fin du XIXe siècle, la perspective de créer un Parlement wallon pour que les Wallons puissent décider de leur propre sort est une formule assez révolutionnaire. En pays de Liège, notamment Émile Jennissen et Léon Troclet sont convaincus que la séparation administrative doit prendre la forme d’une Belgique où de nouvelles entités (trois idéalement, deux et demi au minimum) disposent d’une large autonomie. 
En Hainaut, par contre, on se montre davantage attiré par une formule de décentralisation accrue des pouvoirs vers les provinces. L’efficacité de plusieurs initiatives prises par le pouvoir provincial hennuyer - où libéraux et socialistes se partagent la majorité – et motivé par des préoccupations à la fois politiques et régionalistes, Émile Buisset, Paul Pastur et François André  proposent de privilégier une plus grande autonomie provinciale et communale. Ce dernier défendra en vain cette option ‘provinciale’ en vain lors du congrès wallon du 7 juillet 1912 qui lui préféra l’option ‘fédérale’. 
Henri Rolland sera l’un des membres fondateurs de l’Assemblée wallonne mise en place après ce congrès. Sorte de Parlement wallon informel, l’Assemblée wallonne réunit les délégués de tous les groupements d’action wallonne ainsi que les parlementaires élus dans les arrondissements wallons : le but de l’Assemblée wallonne est d’étudier les modalités de la séparation administrative, en d’autres termes de proposer une nouvelle organisation institutionnelle de la Belgique qui garantisse aux Wallons de ne plus être continuellement minorisés. Henri Rolland quittera celle-ci dans la foulée du départ en 1923 de Jules Destrée.